# Rake (série télévisée, 2014)
Pour les articles homonymes, voir Rake (homonymie).
Cet article concerne la série télévisée de 2014. Pour la série télévisée de 2010, voir Rake.
Rake est une série télévisée américaine en treize épisodes de 42 minutes créée par Peter Duncan, basée sur la série australienne du même nom, dont douze épisodes ont été diffusés entre le 23 janvier et le 5 avril 2014 sur le réseau Fox et en simultané sur le réseau Global au Canada.
En Belgique, la série a été diffusée du 5 décembre 2014 au 9 janvier 2015 sur Be Séries puis rediffusée en clair à partir du 14 mai 2018 sur RTL-TVI. Elle est également disponible sur RTLPlay depuis le 16 décembre 2019. Elle reste inédite dans les autres pays francophones.

## Synopsis
Brillant avocat pénaliste, Cleaver Greene prend en charge les affaires les plus difficiles avec des méthodes pour le moins originales...

## Distribution

### Acteurs principaux
- Greg Kinnear (VF : Bruno Choël) : Keegan Deane
- Miranda Otto (VF : Marie-Frédérique Habert) : Maddy Deane
- John Ortiz (VF : Loïc Houdré) : Ben Leon
- Necar Zadegan (VF : Dominique Westberg) : Scarlett Leon
- Bojana Novakovic (VF : Claire Morin) : Melissa « Mikki » Partridge
- Tara Summers (VF : Stéphanie Lafforgue) : Leanne Zander
- David Harbour (VF : Stéphane Pouplard) : David Potter
- Ian Colletti (VF : Adrien Larmande) : Finn Deane

### Acteurs récurrents
- Kim Hawthorne (en) (VF : Géraldine Asselin) : Gloria Barzmann (10 épisodes)
- Omar J. Dorsey (VF : Emmanuel Jacomy) : Roy (9 épisodes)
- Jeffrey Nordling (VF : Michel Dodane) : Bruce Mangan (7 épisodes)
- Nicolas Bechtel (VF : India Hair) : Max Leon (7 épisodes)
- Jenna Ortega (VF : Thelma DuPac) : Zoe Leon (7 épisodes)
- Emjay Anthony (VF : Jean-Stan DuPac) : Adam Leon (6 épisodes)
- Damon Gupton (VF : Olivier Cordina) : Marcus Barzmann (5 épisodes)
- Jama Williamson (en) (VF : Laura Blanc) : Stacy (4 épisodes)
- David Gautreaux (en) (VF : Michel Voletti) : Robert Ebell (4 épisodes)
- Bill Cobbs (VF : Gilbert Lévy) : juge Rutchland (4 épisodes)

### Invités
- Bill Smitrovich (VF : Philippe Ariotti) : Bernie Michaels (épisodes 1, 8 et 9)
- Lorna Raver (VF : Marie-Martine) : Juge (épisode 1)
- Alexandra Breckenridge : Brooke Alexander (épisode 2)
- Nigel Gibbs (VF : Vincent Grass) : Ed Chambers (épisode 2)
- Elizabeth Ho (VF : Jade Phan-Gia) : Debbie Lee (épisodes 3 et 9)
- Tony Hawk : lui-même (épisode 3)
- Annie Mumolo : Carol Grady (épisode 3)
- Kurt David Anderson (VF : Benoît DuPac) : Paul Wilson (épisode 4)
- Lisa Pelikan (VF : Brigitte Aubry) : Lorraine (épisode 4)
- Michael Imperioli : Alberto Rinaldi[5] (épisode 5)
- Jeffrey Cannata (VF : Jean-Luc Atlan) : inspecteur Fleming (épisode 5)
- Chelsey Crisp (VF : Pamela Ravassard) : Colleen Rinaldi (épisode 5)
- Kelly Frye (en) (VF : Anne Tilloy) : Cindy Beck (épisodes 8 à 10)
- Ursula Burton (VF : Rachel Ruello) : Linda Hirschberg (épisodes 8 et 11)
- Sean Smith (VF : Jerome Wiggins) : Dr Goodman (épisode 13)

- Version française
  - Société de doublage : Cinéphase[6],[7]
  - Direction artistique : Benoît DuPac[6],[7]
  - Adaptation des dialogues : /

 Source et légende : version française (VF) sur RS Doublage et Doublage Séries Databse

## Fiche technique
- Réalisateur du pilote : Sam Raimi
- Producteurs exécutifs : Peter Duncan, Peter Tolan, Michael Wimer, Richard Roxburgh et Ian Collie
- Coproducteurs exécutifs : Greg Kinnear et Leslie Tolan
- Société de production : Fedora Entertainment et Essential Media & Entertainment Pty Ltd., en association avec Sony Pictures Television.

## Développement

### Production
Le projet a été présenté à Fox en octobre 2012, et le pilote a été commandé en janvier 2013.
Le 8 mai 2013, Fox commande la série et annonce cinq jours plus tard qu'elle sera diffusée à la mi-saison durant la pause hivernale de Glee.
À la suite des mauvaises audiences, Fox annonce le 3 mars 2014 que la série est déplacée au vendredi à 20 h à partir du 14 mars.
Le 1er avril 2014, Fox déplace les deux prochains épisodes au samedi. La diffusion du treizième et dernier épisode est inconnue.
Le 7 mai 2014, Fox annule officiellement la série.

### Casting
Les rôles ont été attribués dans cet ordre : Miranda Otto et Necar Zadegan, John Ortiz, Bojana Novakovic, David Harbour et Tara Summers.

## Épisodes
1. Le serial menteur (Serial Killer)
2. Petit meurtre entre Amish (A Close Shave)
3. De prime abord (Cancer)
4. Faim de vie (Cannibal)
5. L'homme qui disait toujours « oui ! » (Bigamist)
6. Ma mère ou moi (Jury Tampering)
7. Que le meilleur perde (Three Strikes)
8. La Pomme de la discorde (Staple Holes)
9. Faire durer le plaisir (Hey, Good Looking)
10. Trop beau pour être vrai (50 Shades of Gay)
11. La double vie de Jules (Remembrance of Taxis Past)
12. Le taxi gate (A Man's Best Friend)
13. Les ébats sont ouverts (Mammophile)